# Monàkovo (Bélgorod)
|  | Per a altres significats, vegeu «Monàkovo». |

Monàkovo - Монаково (rus) - és un poble de l'óblast de Bélgorod, a Rússia. El 2010 tenia 1.098 habitants. Pertany al districte (raion) de Stari Oskol.